# Код Холлерита
Код Холлерита — способ кодирования алфавитно-цифровой информации в формате, который легко читается компьютерами. Был изобретён Германом Холлеритом в конце XIX века и использовался в ранних машинах для обработки данных.
Код состоит из 12 уровней или битов на символ, и определяет соотношение между алфавитно-цифровым символом и пробитыми отверстиями в перфокарте данных компьютера с 80-ю колонками.
Таблица символов, используемая в системе Холлерита, содержала только 69 символов — заглавные латинские буквы, арабские цифры, знаки препинания и некоторые другие символы.
Сегодня код Холлерита широко не используется, его заменили более современные системы кодирования, такие как ASCII и Unicode.

## История
Герман Холлерит разработал его в 1880-х годах в рамках работы над табуляционной машиной, которая использовалась для обработки данных переписи населения США 1890 года. Код был создан, чтобы представлять буквы и цифры таким образом, чтобы их могла читать и обрабатывать машина.

## Структура кода
Для представления каждого символа используется комбинация из 12 битов. Это позволяет создавать до 4096 уникальных комбинаций, чего достаточно для представления всех букв, цифр и специальных символов. Каждому символу присваивается конкретный код, что облегчает компьютерам интерпретацию и обработку данных.

## Носитель информации
В коде Холлерита носителем информации является бумажная карта, совпадающая по высоте и ширине с долларовой банкнотой тех времён. На карте могут пробиваться прямоугольные отверстия в любой из 80 позиций (колонок) по горизонтали и в любой из 12 позиций (рядов) по вертикали. Каждая колонка предназначена для перфорации одного символа, следовательно, перфокарта может содержать 80 закодированных символов. 

## Кодирование цифр и букв
Коды цифр от 0 до 9 представляются одной пробивкой в соответствующем ряду (например, код цифры 5 — это пробивка в ряду 5). Коды букв формируются из комбинации одной пробивки в рядах 1–9 (цифровая пробивка) и второй пробивки в ряду 12, 11 или 0 (зонная пробивка). Это даёт 9×3 = 27 возможных комбинаций, из которых используются 26.

## Ограничения кода
Если пробить слишком много отверстий, перфокарта становится похожа на сетку и теряет физическую жёсткость. Это вынудило ограничить кодовые комбинации лишь теми, в которых в одной колонке содержится не более трёх пробивок.